# さらば、愛しきプロ野球…。
さらば、愛しきプロ野球…。（さらば、いとしきプロやきゅう）は、フジテレビジョンのCS放送（フジテレビワンツーネクスト）で随時（不定期）放送中の日本プロ野球の選手を取り上げたインタビュー番組である。

## 概要
日本プロ野球の黎明期から高度経済成長に支えられた戦後初期にいたるまでに活躍した往年の選手を毎回スタジオに招く。その選手のこれまでの選手・指導者としての経験を振り返り、またこれからのプロ野球界への建設的な提言を行い、ファンや現役選手に対し、今プロ野球に求められていることを訴える。聞き手は島村俊治、ナレーションは松井みどり。
現在は、主にプロ野球のシーズンオフ、あるいは公式戦期間中で2-3日以上公式戦の開催が行われない場合（セ・パ交流戦の全体予備日、あるいはポストシーズンの谷間など）に「プロ野球ニュース」の差替として、またプロ野球中継が早終了した場合や雨傘番組として放送されている。

## 登場した選手
1. 川上哲治
2. 中西太
3. 古葉竹識
4. 上田利治
5. 関根潤三
6. 吉田義男
7. 土橋正幸
8. 広岡達朗
9. 荒川博
10. 杉下茂
11. 佐々木信也
12. 権藤博
13. 植村義信
14. ウォーリー与那嶺
15. 黒江透修
16. 豊田泰光
17. 村上雅則
18. 中村稔
19. 須藤豊
20. 有藤通世
21. 外木場義郎
22. 広瀬叔功
23. 村田兆治
24. 土井淳
25. 若松勉
26. 鈴木啓示
27. 田淵幸一
28. 大矢明彦
29. 福本豊

## 関連番組
- マサNOTE